# Tell es-Safi
Tell es-Safi (en arabe : تل الصافي , « colline éclatante ») est un ancien village arabe palestinien situé sur la rive méridionale de l'oued 'Ajjur, à 35 kilomètres au nord-ouest d'Hébron. 
Les fouilles archéologiques ont montré une occupation pratiquement continue du site (un tell, ou monticule archéologique) depuis le cinquième millénaire avant notre ère. Les vestiges qu'il abrite sont généralement identifiés à ceux de la ville philistine de Gath, mentionnée dans la Bible. La localité est dénommée Saphitha sur la carte de Madaba, puis Blanche Garde pendant les croisades. Elle est mentionnée dans les écrits de géographes arabes des treizième et quinzième siècles. Sous l'Empire ottoman, Tell es-Safi faisait partie du sandjak de Gaza. En Palestine mandataire, c'était un village du sous-district d'Hébron, aux maisons de brique crue. La population, entièrement musulmane, vivait de la culture des céréales et des arbres fruitiers. Elle a été expulsée de ses terres lors de la guerre de 1948, par la brigade Guivati. Dans l'État d'Israël, l'endroit est devenu, sous le nom de Tel Tzafit (en hébreu : תל צפית), un parc national qui englobe le site archéologique, ainsi que les ruines de la forteresse croisée et du village arabe.

## Toponymie
La carte de Madaba, du sixième siècle de notre ère, fait figurer à l'emplacement de la localité le nom de Saphitha (grec ancien : CΑΦΙΘΑ). Le toponyme arabe de Tell es-Safi, que Fulcran Vigouroux regardait comme une « simple modification » du nom antérieur et dont le sens est « colline claire (pure) » ou « brillante », est attesté dès le douzième siècle sous la plume du chroniqueur Guillaume de Tyr,. Le château fort que les croisés édifièrent sur la colline est dénommé en français Blanche Garde, « forteresse blanche », en latin Alba Specula ou Alba Custodia. L'origine de ces noms, comme de celui qui est resté d’usage en arabe, est généralement attribuée aux falaises blanches qui barrent la colline.

## Géographie

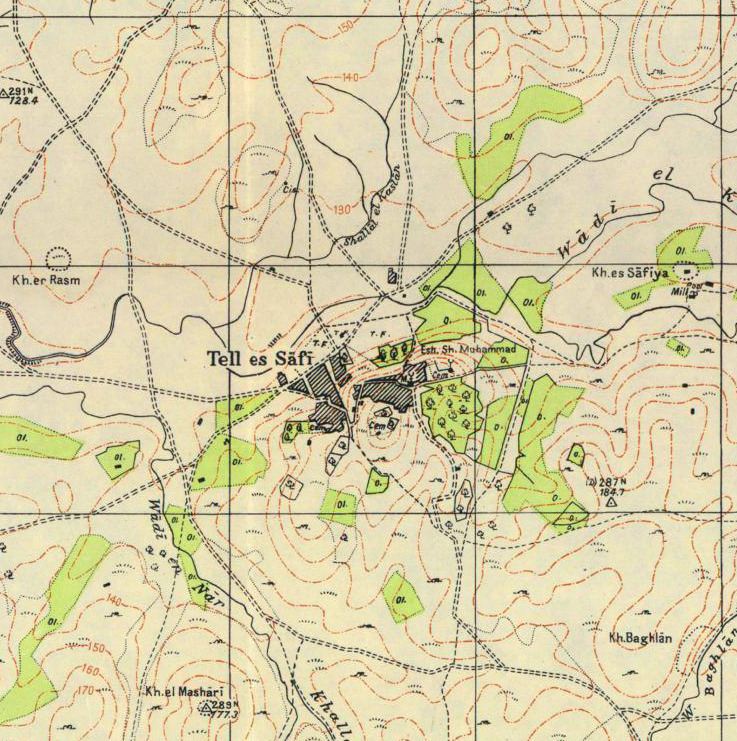
Carte de Tell el-Safi dans les années 1940 (Survey of Palestine).

Le site de Tell es-Safi est une colline de forme oblongue, qui s'étend du nord-ouest au sud-est à une altitude d'environ 120 mètres au-dessus de la plaine de Philistie et culmine vers le sud à 226 mètres au-dessus du niveau de la mer.
Hauteur modeste, mais isolée, elle permet d'embrasser du regard la plus grande partie des alentours, de Ramla au nord jusqu'à Gaza au sud et d'ouest en est de la Méditerranée jusqu'aux monts de Judée. Ses parois, composées d'un calcaire crayeux et blanchâtre, sont visibles du nord et de l'ouest à plusieurs heures de marche de distance.
Dans le cadre de l'État d'Israël, le lieu, situé entre les villes d'Ashkelon et de Beit Shemesh, constitue l'un des plus grands sites des âges du bronze et du fer du pays.

## Histoire

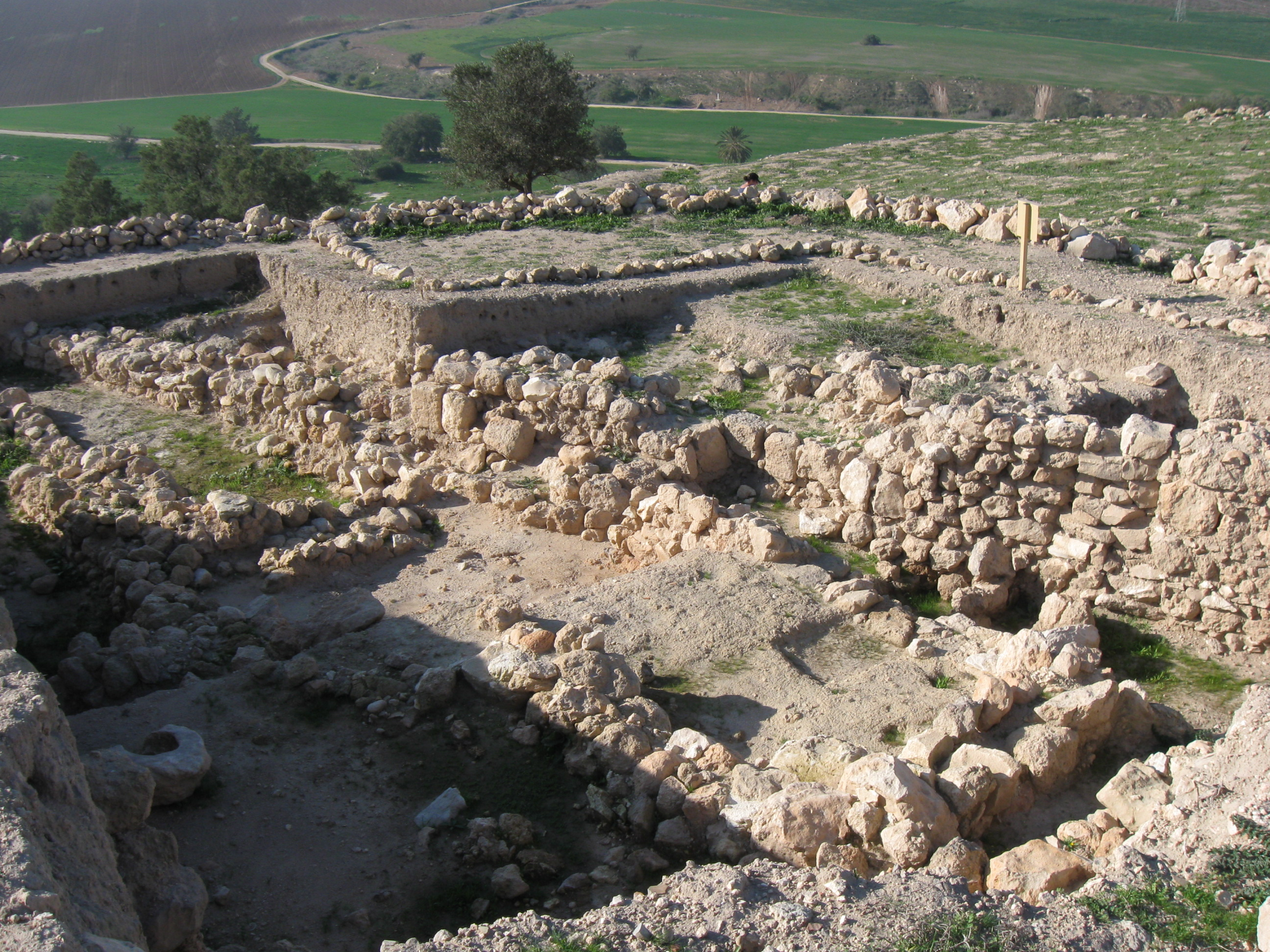
Champ de fouilles de Tel Tzafit.

Les fouilles effectuées sur le site depuis 1996 indiquent qu'il a été occupé « pratiquement en continu du Chalcolithique jusqu'aux temps modernes ».

### Âges du bronze et du fer
Les preuves stratigraphiques attestent de constructions dès la fin de l'âge du bronze. Grande ville de l'âge du fer, l'endroit était « entouré sur trois côtés par un grand fossé artificiel ».
Plusieurs auteurs, dont Victor Guérin et Fulcran Vigouroux, ont assimilé Tell es-Safi à Mitspeh ou Maspha de Juda, la « tour de guet » mentionnée dans la Bible (Js 15,38), sur la base de la ressemblance des noms,. Cependant, les spécialistes contemporains y voient plutôt le site, également mentionné dans la Bible, de la ville philistine de Gath. Bien que cette identification ait été contestée, des fouilles ultérieures ont apporté des preuves supplémentaires à son appui,,.
Selon William Schniedewind (en), Gath constituait une localité importante pour les Philistins du huitième siècle avant notre ère, en raison de sa position géographique facile à défendre. William Albright a fait valoir que Tell es-Safi était trop proche de Tel Miqneh (Éqron) pour être Gath. De fait, les deux lieux ne sont qu'à huit kilomètres l'un de l'autre. Cependant, tous deux ont bien été des sites majeurs du bronze moyen jusqu'à l'âge du fer. Les caractéristiques agricoles de ce secteur de la plaine côtière méridionale peuvent faire partie de l'explication. En outre, il n'est pas certain que les deux sites aient prospéré simultanément. Les sources écrites suggèrent un essor de Gath au dernier âge du bronze et au début de l'âge du fer, jusqu'à sa destruction par les Assyriens à la fin du huitième siècle avant notre ère, tandis que l'apogée d'Éqron se situe au septième siècle, après sa conquête par les Assyriens.
L'ostracon de Tell es-Safi, qui porte la plus ancienne inscription alphabétique philistine connue, a été trouvé sur le site en 2005.
En 2010, des archéologues israéliens ont rapporté la découverte d'un temple philistin et des indices d'un tremblement de terre majeur à l'époque biblique. Les autres découvertes portaient principalement sur des preuves de la destruction de la localité par le roi Hazael d'Aram-Damas vers 830 avant notre ère, ainsi que du premier établissement philistin en Canaan.
Par la suite, les fouilles ont également découvert un autel du neuvième siècle avant notre ère. L'édifice de pierre mesure plus d'un mètre de haut et est le plus ancien jamais trouvé en Philistie. Il est orné d'une paire de cornes qui évoque les anciens autels israélites décrits dans la Bible hébraïque (Exode 27,1–2 ;  1R 1,50). Néanmoins, à l'instar de celui trouvé à Tel Beer Sheva, les autels israélites sont généralement dotés de quatre cornes et non de deux.
En 2015, une datation au radiocarbone a montré une apparition précoce de la culture matérielle philistine sur le site.

### Période byzantine

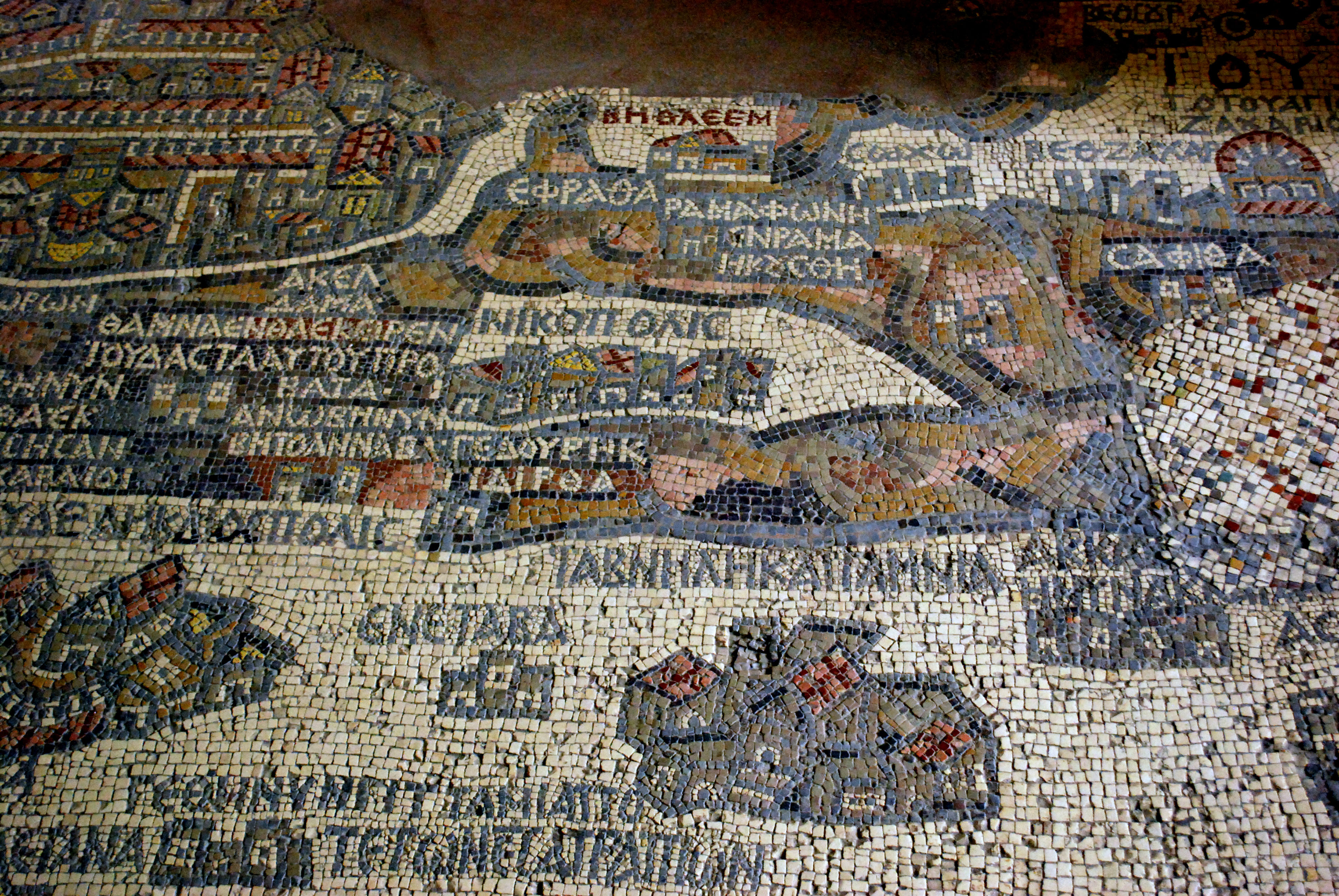
Carte de Madaba, détail de la zone au sud de Jérusalem : Saphitha (CΑΦΙΘΑ) est en haut à droite de l’image.

La carte de Madaba montre une localité appelée Saphitha, dont une restauration de la mosaïque a presque entièrement effacé la représentation mais que sa position, au sud de Nicopolis (Emmaüs) et immédiatement à l'ouest de Beth Zachar (Tell Zakaria), a conduit à identifier à Tell es-Safi.

### Période croisée et ayyoubide
Dans le royaume de Jérusalem, le site reçut le nom de Blanche Garde (« forteresse blanche»), probable référence aux roches blanches qui y affleurent. En 1142, le roi Foulques y fit construire un château fort ; démantelé par Saladin en 1191,, l'édifice fut reconstruit en 1192 par Richard Cœur de Lion, qui faillit être capturé lors d'une inspection de ses troupes à proximité. Peu de temps après, Blanche Garde fut reprise par les forces musulmanes ; les vestiges du château carré et de ses quatre tours ont conservé jusqu'au dix-neuvième siècle une certaine importance dans le village,,.
Yaqut al-Hamawi, dans les années 1220, décrit Tell es-Safi comme un fort près de Bayt Jibrin, dans la région de Ramla,.

### Période mamelouke
Le chroniqueur arabe Moudjir ed-dyn (en) mentionne vers 1495 un village de ce nom dans la juridiction administrative de Gaza,.

### Période ottomane

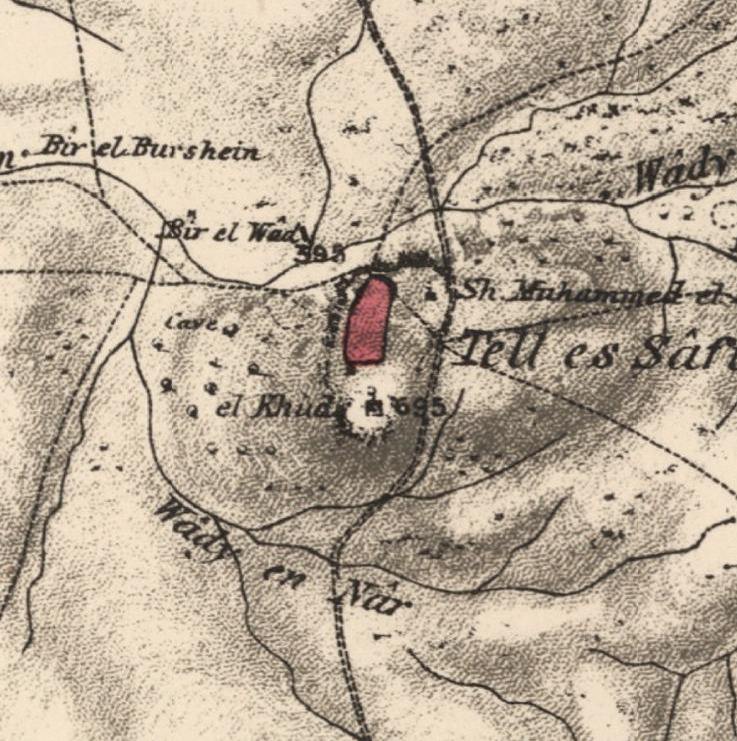
Carte de Tell es-Safi dans les années 1870 (Palestine Exploration Fund).

Le village, incorporé dans l'Empire ottoman en 1517 avec toute la Palestine, apparait en 1596 dans les registres fiscaux de la nahié (« sous-district ») de Gaza, dans le sandjak de Gaza, avec une population de 88 ménages musulmans, soit environ 484 personnes. Les villageois payaient un impôt au taux fixe de 25 % sur certaines récoltes, dont le blé, l'orge, le sésame et les fruits, ainsi que sur les chèvres et les ruches, pour un total de 13 300 akçes.
En 1838, Edward Robinson décrit Tell es-Safieh comme un village musulman du district de Gaza. Le site est dépeint comme « une colline ou une crête oblongue isolée, s'étendant  du nord au sud dans la plaine, la partie la plus élevée étant vers le sud. Le village se trouve près du milieu et plus bas ». Le cheikh du village, Muhammed Sellim, appartenait à la famille 'Azzeh de Bayt Jibrin, qui avait pris part à la révolte paysanne de 1834 : par suite, son père et son oncle avaient été décapités et le reste de la famille avait reçu l'ordre de s'installer à Tell es-Safi.
Lors d'un séjour en 1863, Victor Guérin note l'existence dans le village de deux petits walis musulmans et compte à mi-côte environ 150 petites maisons. Une liste de villages ottomans établie vers 1870 y dénombre 34 maisons et une population de 165 hommes,.
En 1883, le Survey of Western Palestine (en) du PEF décrit Tell al-Safi comme un village de brique crue, doté d'un puits dans la vallée au nord du site. James Hastings y relève la présence d'un wali.
En 1896, la population du village comptait environ 495 personnes.

### Mandat britannique
Dans le recensement de la Palestine de 1922, conduit par les autorités mandataires britanniques, Tell el-Safi affiche une population de 644 habitants, tous musulmans. Elle passe à 925 habitants, tous musulmans également, lors du recensement de 1931, pour un total de 208 maisons habitées.
Les villageois de Tell el-Safi disposaient d'une mosquée, d'un marché et d'un sanctuaire en l'honneur d'un sage local, le cheikh Mohammad. Dans les statistiques de 1945 (en), la population totale se montait à 1 290 habitants, tous musulmans, pour une superficie de 27 794 dounams de terres. Sur ce total, 19 716 dounams étaient utilisés pour les céréales, 696 en terres irriguées et en vergers, tandis que 68 dounams se trouvaient classés en zones bâties.

### Guerre de 1948
En 1948, les hommes de Qastina envoyèrent leurs femmes et leurs enfants trouver refuge à Tell es-Safi. Mais les ressources en eau du village n'étant pas suffisantes pour subvenir à leurs besoins, les nouveaux arrivants s'en retournèrent chez eux.
Le 7 juillet, Shimon Avidan (en), à la tête de la brigade Guivati, donna l'ordre au 51e bataillon de prendre la région de Tell el-Safi et de « détruire, tuer et expulser [lehashmid, leharog, u´legaresh] les réfugiés campant dans la région, afin d'empêcher l'infiltration ennemie de l'est vers cette position importante ». Selon Benny Morris, la nature de l'ordre écrit et, vraisemblablement, des explications orales qui l'accompagnaient, laissait probablement peu de doute dans l'esprit des membres du bataillon sur la volonté d'Avidan de voir la zone débarrassée de ses habitants. Il situe du 9 au 10 juillet l'exode effectif de la population du village.

### État d'Israël

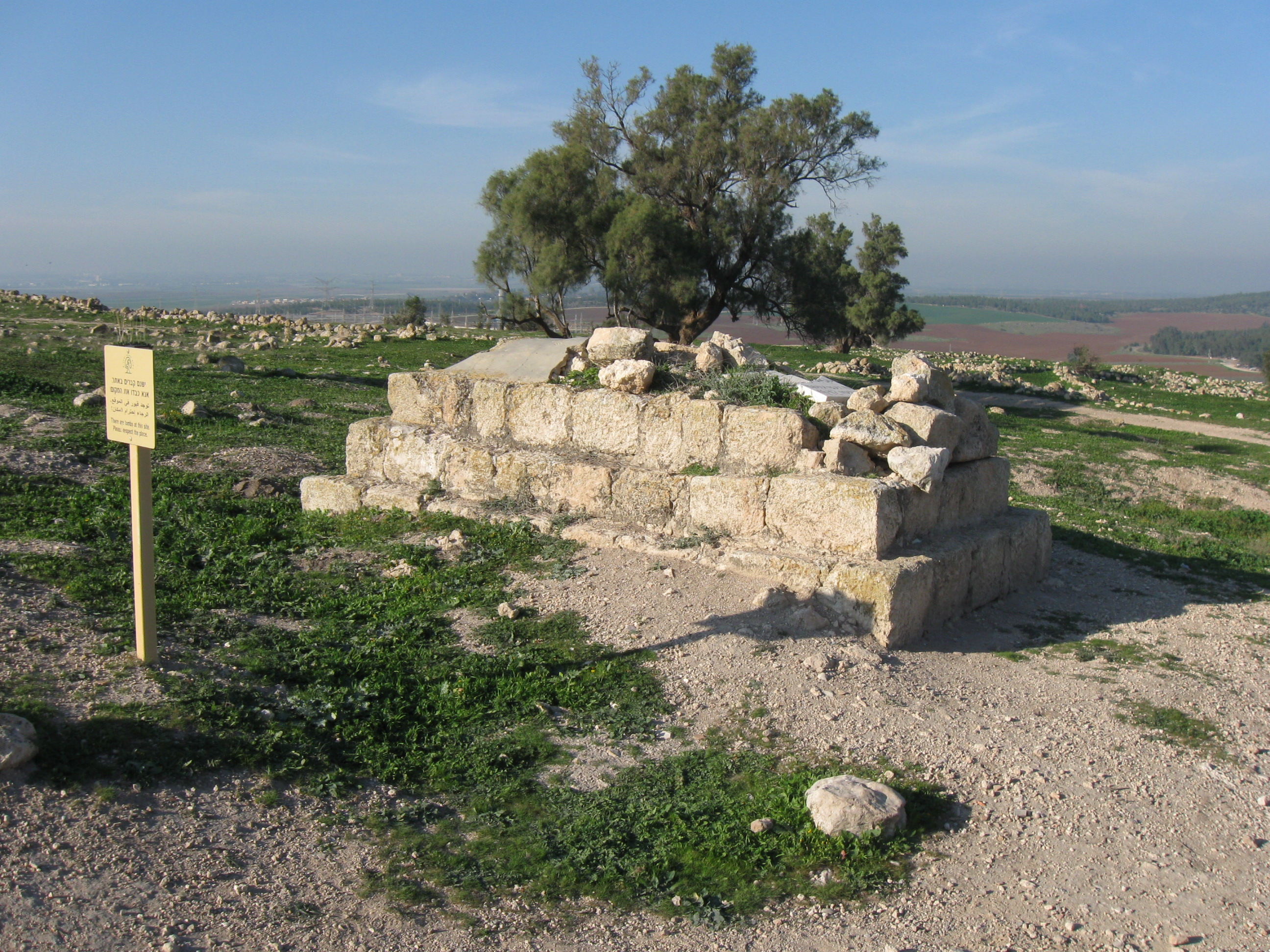
Ruines de Tell es-Safi. Un panneau en hébreu et en anglais invite au respect des lieux en raison de la présence de tombes.

En 1992, Walid Khalidi décrit un site envahi par une végétation sauvage composée principalement de sétaires et de plantes épineuses, entremêlées de cactus, de palmiers dattiers et d'oliviers. Il remarque les vestiges d'un puits et les ruines des murs de pierre d'une piscine. Les terres environnantes ont été plantées par les agriculteurs israéliens pour la production d'agrumes, de tournesols et de céréales. Quelques tentes de Bédouins apparaissent parfois à proximité.
Le lieu est devenu un parc national israélien et un site de fouilles archéologiques actif,.